# Luca Rodolfucci de Gentili
Luca Rodolfucci de Gentili (ur. w Camerino, zm. 18 stycznia 1389 w Perugii) – włoski kardynał.

## Życiorys
Urodził się w Camerino, gdzie był archidiakonem. Studiował prawo i uzyskał z niego doktorat. 21 lipca 1363 został wybrany biskupem Nocery Umbry, a pięć miesięcy później przyjął sakrę. 18 września 1378 roku został kreowany kardynałem prezbiterem i otrzymał kościół tytularny S. Sisto. W latach 1380–1388 pełnił funkcję gubernatora Spoleto, a od 1385 roku był protoprezbiterem. Zmarł 18 stycznia 1389 roku w Perugii.